# کیچیک گیمچی
کیچیک گیمچی (به لاتین: Kichik-Gimchi) یک منطقه مسکونی در جمهوری آذربایجان است که در شهرستان خیزی واقع شده‌است.